# Jesi
Jesi, også stavet Iesi (italiensk: [ˈjɛːzi]), er en by og comune i provinsen Ancona i Marche i Italien. Byen, der har 39.137 (2023) indbyggere, er et vigtigt industrielt og kunstnerisk center i flodsletten på Esinoflodens venstre (nordlige) bred 17 km før dennes udmunding i Adriaterhavet.